# Grünenbäumchen (Bergisch Gladbach)
Grünenbäumchen  ist ein Ortsteil im Stadtteil Herkenrath von Bergisch Gladbach.

## Geschichte
Ein altes Fachwerkhaus aus der ersten Hälfte des 19. Jahrhunderts hat der Ortschaft seinen Namen gegeben. Unter Foto D 1048-2 führt das Stadtarchiv Bergisch Gladbach ein Foto von 1925, auf dem das Fachwerkhaus mit Strohdeckung abgebildet ist. Heute handelt es sich um eine Siedlung mit vielen Neubauten; von der alten Bebauung ist nichts mehr vorhanden.
Laut der Uebersicht des Regierungs-Bezirks Cöln besaß der als Bauergut kategorisierte Ort 1845 ein Wohnhaus. Zu dieser Zeit lebten zwölf Einwohner im Ort, alle katholischen Glaubens. 1871 hatte der Ort zwei Häuser mit neun Einwohnern. Zu dieser Zeit war Grünenbäumchen Teil der Bürgermeisterei Bensberg im preußischen Kreis Mülheim am Rhein. Aufgrund des Köln-Gesetzes wurde die Stadt Bensberg mit Wirkung zum 1. Januar 1975 mit Bergisch Gladbach zur Stadt Bergisch Gladbach zusammengeschlossen. Dabei wurde auch Grünenbäumchen Teil von Bergisch Gladbach.